# Herb Białej Rawskiej
Herb Białej Rawskiej – jeden z symboli miasta Biała Rawska i gminy Biała Rawska w postaci herbu.

## Wygląd i symbolika
Herb przedstawia w polu czerwonym podkowę złotą na opak, pod którą takaż łękawica.

## Historia
W wyniku zniszczenia miejscowości w czasie potopu szwedzkiego i następującego po nim upadku Białej, zniszczone zostały wszystkie dokumenty, na których znajdował się symbol miasta. W nowym herbie zaprojektowanym w 1847 r. umieszczono elementy dwóch herbów rodów związanych z miastem. Jednym z nich jest Belina – herb długoletnich właścicieli miasta – Leszczyńskich, z której zaczerpnięto motyw podkowy. Drugim herbem jest Abdank – symbol Jakuba Buczackiego – biskupa chełmskiego, postaci zasłużonej dla miasta, z którego symbolu zapożyczono łękawicę stylizowaną literę W. 
W pierwotnej wersji herbu umieszczona na czerwonym tle podkowa miała barwę srebrą, zaś łękawica – białą.